# 사상구
사상구(沙上區)는 대한민국 부산광역시의 서부에 있는 구이다. 동쪽으로는 부산진구가 있으며 서쪽으로는 강서구, 남쪽으로는 사하구와 서구에 접하며 북쪽으로는 북구와 접한다. 감전동을 중심으로 괘법동, 덕포동, 학장동 일대에는 공업단지로서는 부산에서 제일 큰 규모인 사상공업단지가 있다.

## 역사
삼한시대에는 변한의 거칠산국 (또는 독로국) 지역이었고, 가야시대는 금관가야의 영역이었다. 삼국시대에 들어서면서 신라의 탈해왕 때 병합되었으며, 지증왕 때 거칠산군 대증현 지역이었다. 통일신라시대 757년 경덕왕 16년 행정 조직 체계를 정리하여 주군현의 이름을 당나라 식으로 고쳐 9주로 정비하였고, 이 지역은 양주에 속하였다.  양주에는 12개 군이 있었고, 그중의 하나가 동래군이었었으며, 동래군은 다시 동평현과 기장현 두 현으로 나뉘어 있었다. 사상 지역은 구포, 주례, 개금 지대에 이어진 지역으로 동평현에 속했다.
995년 고려 성종 14년 12목 제도를 고쳐 전국을 10도로 나누고 종정의 12목은 12주로 고쳤는데 사상은 영동도 양주군 동평현에 속해 있었다. 1021년 고려 현종 13년 5도 양계제도의 정착으로 사상지역은 경상도 양산군 동평현에 속했다.
조선시대에 들어서는 동래군 사천면이 되었다.
1914년 3월 1일 일제시대 동래군 사상면이 되었으며, 1936년 서면지역이 부산부로 편입되면서 부산진출장소가 설치가 된다.
1963년 1월 1일 경상남도 부산시 동래구 사상면으로 편입되었다. 1975년 10월 1일 부산진구 구포 및 사상출장소 통합되어 부산시 직할 북부출장소가 설치되었다. 1978년 2월 15일 북구가 설치되면서, 북구출장소는 폐지되었다.
1995년 3월 1일 북구의 일부를 관할로 사상구를 설치하였다.

## 지리
사상구는 한반도의 동남단에 위치한 천혜의 양항인 부산항을 모체로 발달한 항구도시이자 동남경제권의 중심도시인 부산의 북서쪽에 위치하고 있다. 낙동강 1300리가 바다와 맞닿는 하구에 위치하고 동쪽은 백양산을 경계로 부산진구와 접하고 서쪽은 낙동강을 경계로 강서구와 마주보며 북쪽은 북구, 남쪽은 구덕산, 승학산을 경계로 서구, 사하구와 접하고 있다. 또한 서부산의 관문으로 남해고속도로와 연결되고, 지하철 2호선이 사상구의 중심을 관통한다.

## 행정 구역
면적은 36.06km2로서 부산시 전체의 4.7%를 차지하며 지역별로는 삼락동이 6.68km2로 가장 넓고 덕포1동이 0.56km2로 가장 좁다. 2011년 12월 31일 현재 12개동 287개통 1,469반이다.

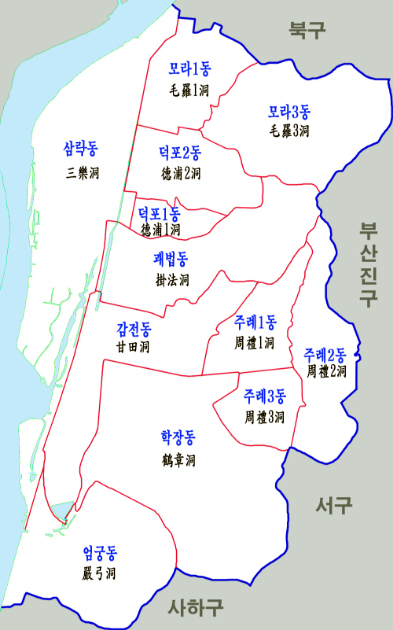
사상구의 행정 구역

| 행정동    | 한자      | 면적 (km2) | 세대   | 인구 (명) |
| --------- | --------- | ---------- | ------ | --------- |
| 삼락동    | 三樂洞    | 6.04       | 3,736  | 8,655     |
| 모라제1동 | 毛羅第1洞 | 1.67       | 12,163 | 33,817    |
| 모라제3동 | 毛羅第3洞 | 3.34       | 7,040  | 15,318    |
| 덕포제1동 | 德浦第1洞 | 0.56       | 5,043  | 12,597    |
| 덕포제2동 | 德浦第2洞 | 1.60       | 5,881  | 16,455    |
| 괘법동    | 掛法洞    | 3.45       | 9,194  | 22,487    |
| 감전동    | 甘田洞    | 3.48       | 6,904  | 16,235    |
| 주례제1동 | 周禮第1洞 | 1.53       | 6,571  | 18,162    |
| 주례제2동 | 周禮第2洞 | 2.37       | 10,367 | 27,702    |
| 주례제3동 | 周禮第3洞 | 0.86       | 5,856  | 16,581    |
| 학장동    | 鶴章洞    | 6.12       | 12,278 | 35,837    |
| 엄궁동    | 嚴弓洞    | 5.04       | 11,807 | 34,669    |
| 사상구    | 沙上區    | 36.06      | 96,840 | 258,515   |

## 인구
| 연도   | 총인구    | ; |
| ------ | --------- | - |
| 1995년 | 294,711명 |   |
| 2000년 | 292,685명 |   |
| 2005년 | 273,223명 |   |
| 2010년 | 249,053명 |   |
| 2015년 | 240,709명 |   |

## 정치
전반적으로 보수계열 정당이 우세를 보이고 있으며, 1996년부터 2008년 총선까지 사상구에서는 보수정당인 신한국당과 한나라당에서 국회의원을 배출하였다. 그러나 2012년 총선에서 민주통합당 문재인 후보가 55%대 득표율을 보이며 득표율 40%대의 새누리당 손수조 후보를 누르면서 당선되었다. 이후 열린 두 번에 총선에서는 장제원이 당선되었다.

## 문화
- 삼락생태공원
- 운수사

## 교통

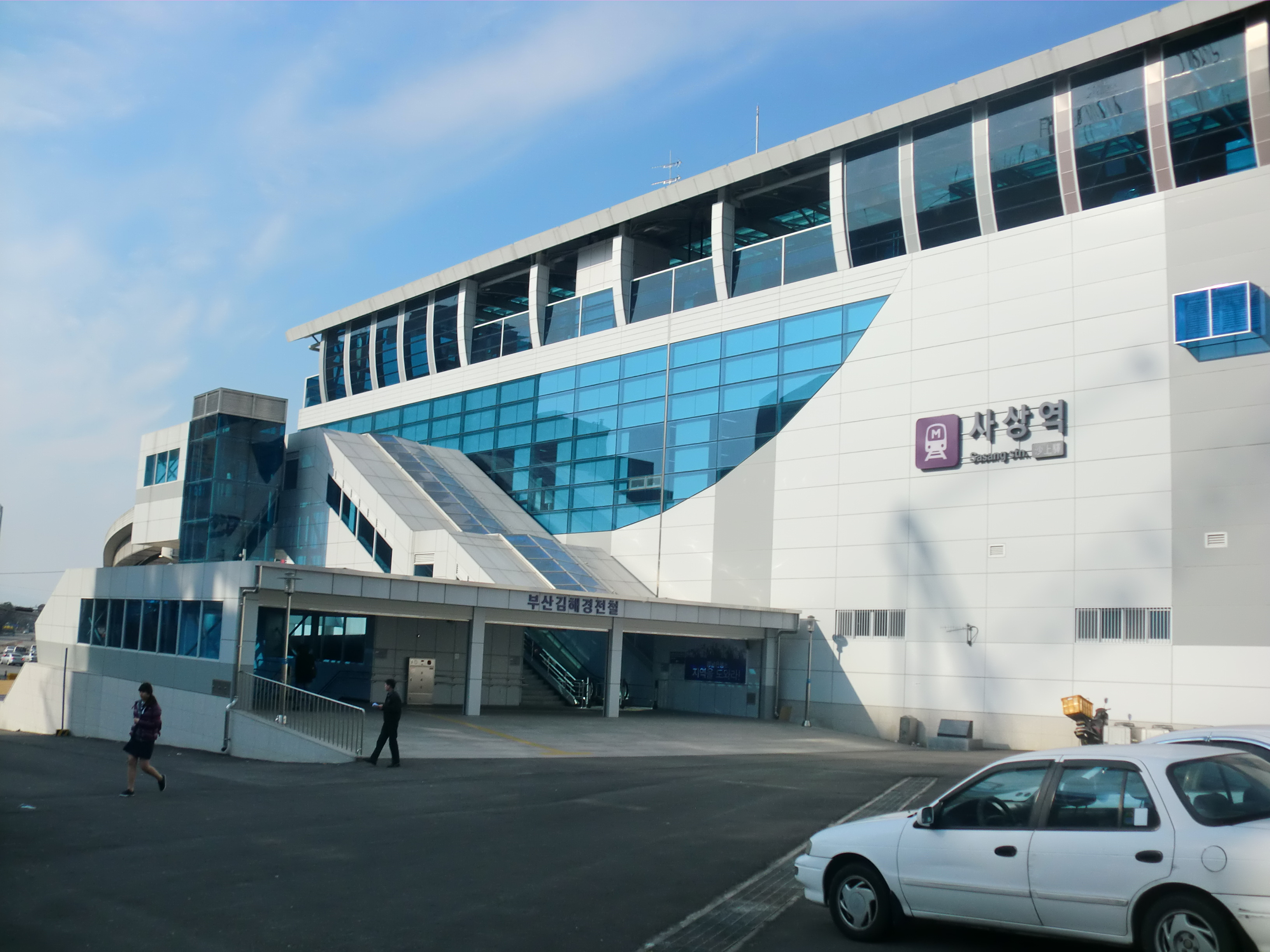
부산김해경전철 사상역

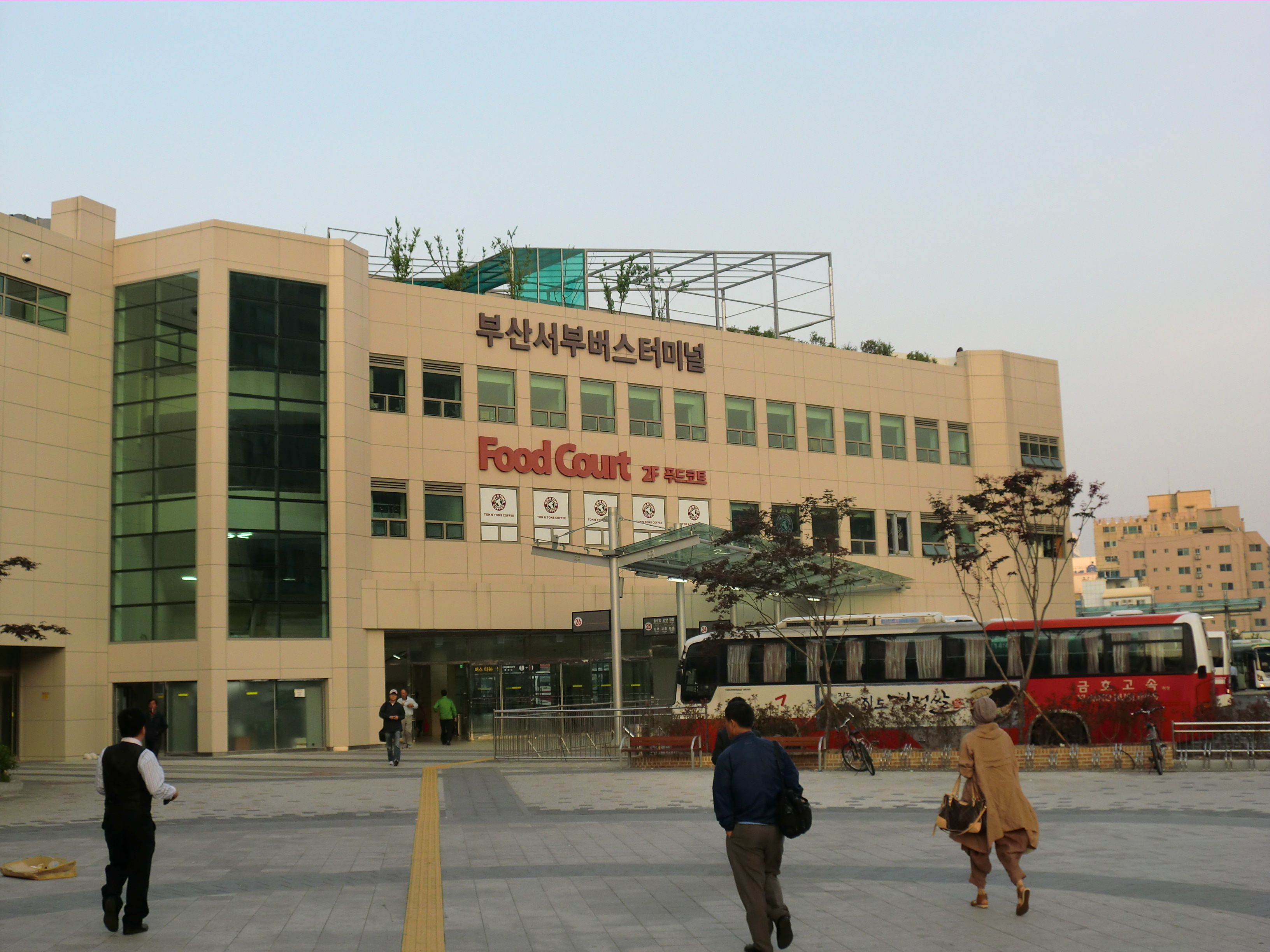
부산서부시외버스터미널 전경.

### 시외
- 철도 : 경부선 철도가 가로지르며 사상역이 있다.
- 시외버스 : 영호남 방면의 시외버스와 인천, 서울, 수원 등의 고속버스가 정차하게 되는 부산 부산서부시외버스터미널(괘법동 533번지)이 있다.
- 고속도로 : 남해고속도로제2지선이 동서고가로에 접속되며, 중앙고속도로와도 접한다.

### 시내
- 도시 철도 : 부산 도시철도 2호선이 1999년 6월 30일 개통되어 주례역, 감전역, 사상역, 덕포역, 모덕역, 모라역이 있다. 그리고 2011년 9월 16일 부산김해경전철이 개통되어 사상역에서 부산 2호선이 환승이 되고 괘법 르네시떼역도 사상구를 지난다.

## 교육
- 사립대학교

|  | - 신라대학교 - 동서대학교 |

- 사립전문대학

|  | - 경남정보대학교 |

- 원격대학

|  | - 부산디지털대학교 |

- 고등학교

|  | - 대덕여자고등학교 - 부산에너지과학고등학교 - 사상고등학교 | - 구덕고등학교 - 주례여자고등학교 |

- 평생교육

|  | - 부산조리고등학교 |

- 특수학교

|  | - 부산솔빛학교 |

## 자매 도시
| 지역 & 국가 | 도시     | 도시   |
| ----------- | -------- | ------ |
| 대한민국    | 전라북도 | 순창군 |

## 갤러리

### 도심풍경

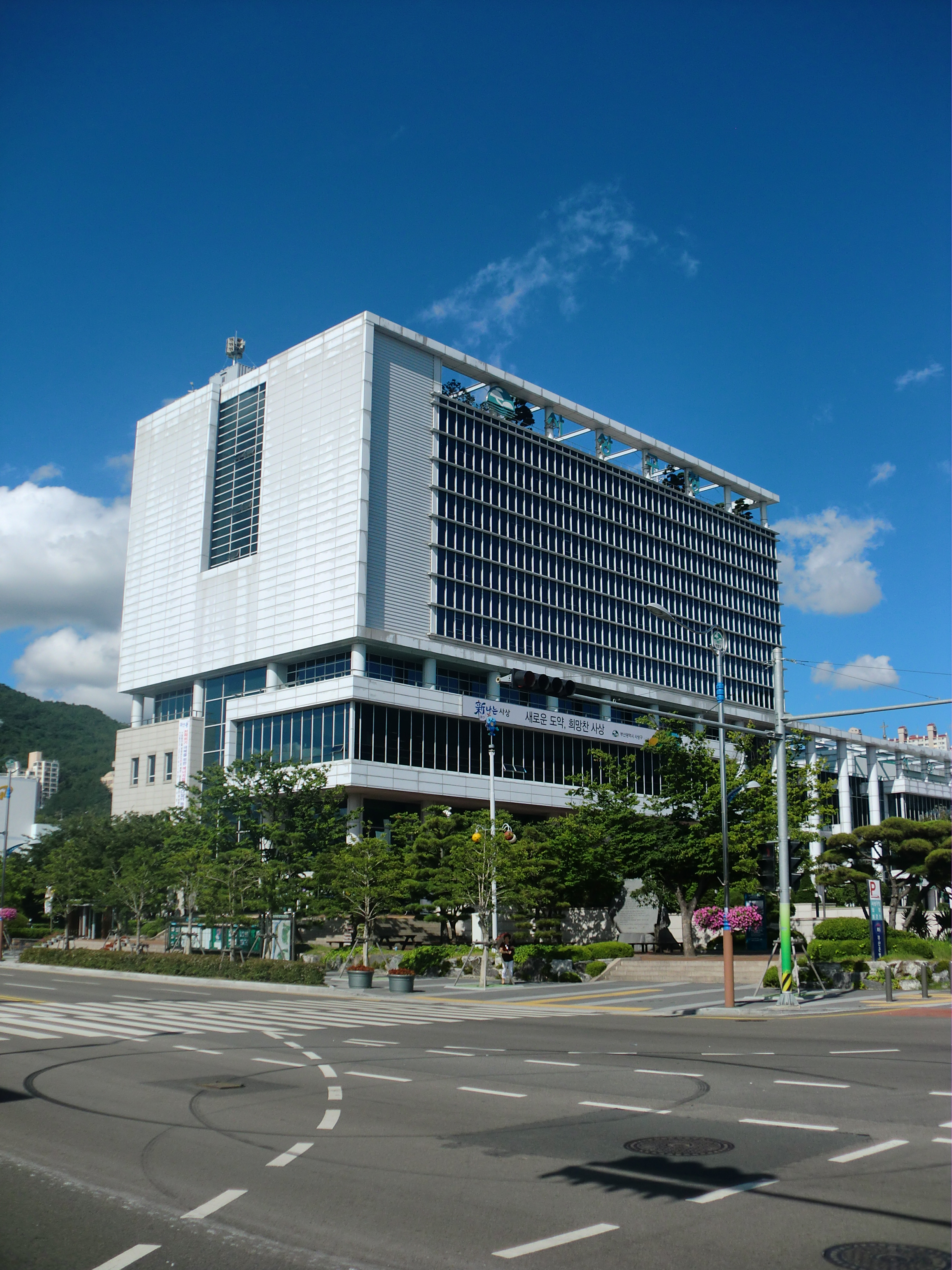
사상구청
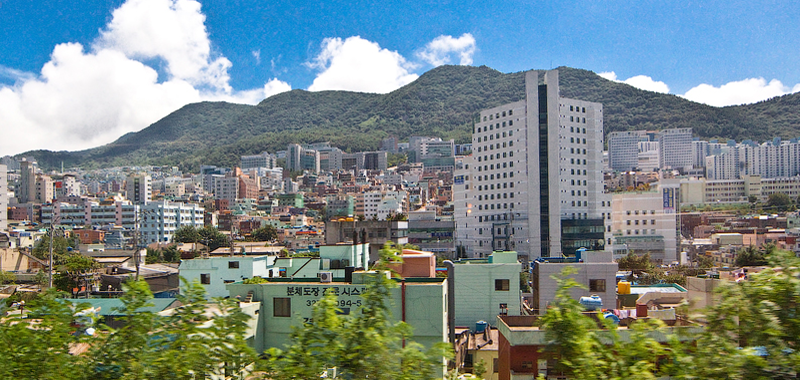
주례동 일대
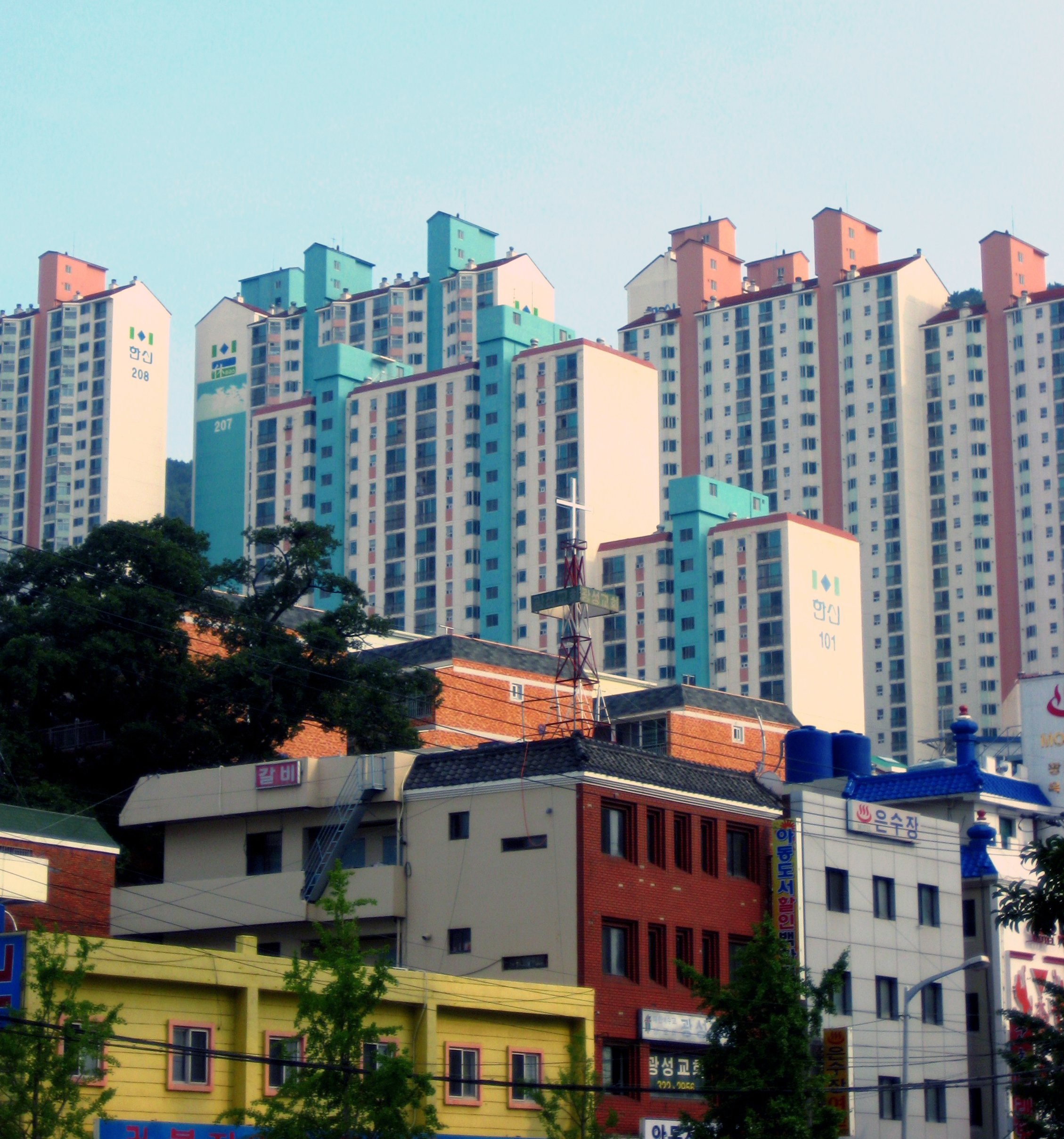
엄궁동 일대

## 같이 보기
- 대한민국의 지리